# Zarona pharygoides
Zarona pharygoides är en fjärilsart som beskrevs av De Nicéville 1890. Zarona pharygoides ingår i släktet Zarona och familjen juvelvingar. Inga underarter finns listade i Catalogue of Life.